# Antonio Rivas Marcano
Antonio José Rivas Marcano (* 30. května 1980) je bývalý venezuelský zápasník – judista.

## Sportovní kariéra
Připravoval se v Ciudad Guayana (část Puerto Ordaz) v klubu průmyslového gigantu CVG Venalum pod vedením Kilmara Campose a Katiusky Santaellaové. Ve venezuelské mužské reprezentaci se pohyboval od roku 2000, ale prosadil se teprve v roce 2010 v lehké váze do 73 kg. Na úspěšnou sezonu 2010 v dalších dvou letech nenavázal a v roce 2012 se na olympijské hry v Londýně nekvalifikoval. Sportovní kariéru ukončil v roce 2014.

## Výsledky
| Turnaj                  | 2000            | 2001            | 2002            | 2003            | 2004           | 2005           | 2006           | 2007           | 2008       | 2009       | 2010       | 2011       | 2012       | 2013       |
| Turnaj                  | 20              | 21              | 22              | 23              | 24             | 25             | 26             | 27             | 28         | 29         | 30         | 31         | 32         | 33         |
| Turnaj                  | superlehká váha | superlehká váha | superlehká váha | superlehká váha | pololehká váha | pololehká váha | pololehká váha | pololehká váha | lehká váha | lehká váha | lehká váha | lehká váha | lehká váha | lehká váha |
| ----------------------- | --------------- | --------------- | --------------- | --------------- | -------------- | -------------- | -------------- | -------------- | ---------- | ---------- | ---------- | ---------- | ---------- | ---------- |
| Olympijské hry          | —               |                 |                 |                 | —              |                |                |                | —          |            |            |            | —          |            |
| Mistrovství světa       |                 | —               |                 | —               |                | —              |                | —              |            | —          | —          | úč.        |            | —          |
| Panamerické hry         |                 |                 |                 | —               |                |                |                | —              |            |            |            | úč.        |            |            |
| Panamerické mistrovství | 5.              | —               | —               | —               | —              | —              | —              | —              | —          | —          | 2.         | úč.        | úč.        | —          |
| Jihoamerické hry        |                 |                 | —               |                 |                |                | —              |                |            |            | 3.         |            |            |            |
| Středoamerické a k. hry |                 |                 | —               |                 |                |                | —              |                |            |            | 2.         |            |            |            |
| Bolívarské hry          |                 | 1.              |                 |                 |                | —              |                |                |            | —          |            |            |            | 3.         |